# Автомагістраль G60 Шанхай–Куньмін
Швидка дорога Шанхай–Куньмін (спрощ.: 上海—昆明高速公路), позначається як G60 і зазвичай називається швидкісною магістраллю Хукун (спрощ.: 沪昆高速公路) — швидкісна дорога, що з'єднує міста Шанхай, Китай, і Куньмін, Юньнань. У довжину складає 2,360 км. Весь маршрут є частиною азійської автомагістралі AH3.

## Маршрут
Шанхайська частина швидкісної дороги Шанхай–Куньмін спочатку була позначена муніципальною владою як A8 і також відома як швидкісна дорога Шанхай–Ханчжоу. У Шанхаї швидкісна автомагістраль Шанхай–Куньмін на всій своїй довжині збігається зі швидкісною автомагістраллю Ханчжоу G92.
Частина швидкісної дороги Чжецзян проходить від кордону Шанхаю до кордону Цзянсі, проходячи через міста Ханчжоу, Цзіньхуа та Кучжоу.
Частина швидкісної дороги Цзянсі проходить через міста Шанграо, Наньчан, Ічунь і Пінсян.
Ділянка швидкісної дороги Хунань проходить через міста Чжучжоу, Шаоян і Хуайхуа.
Далі дорога, з'єднує округ Сансуй і місто Кайлі, відома як швидкісна дорога Санкай. Автомагістраль Кайма з'єднує місто Кайлі з округом Мацзян.
Частина швидкісної дороги, що з’єднує місто Гуйян і округ Чженнін, відома як швидкісна дорога Ціньчжень.
У провінції Юньнань швидкісна дорога проходить через місто Цюйцзін і закінчується в Куньміні.

## Галерея

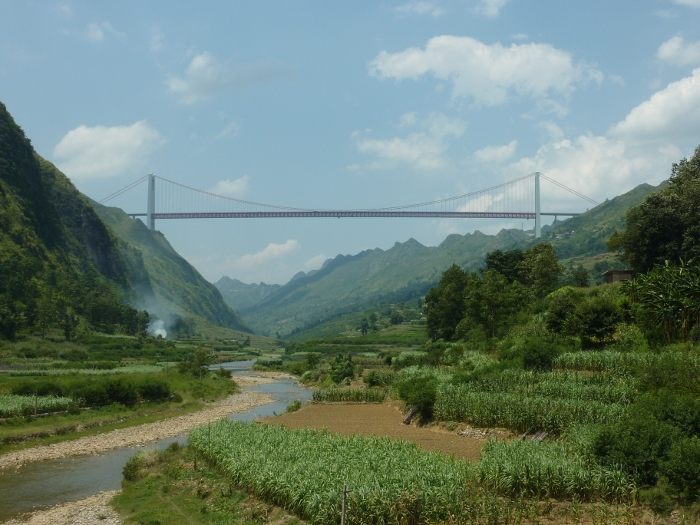
Міст через річку Балінгу в Гуанлін-Буей та автономному окрузі Мяо
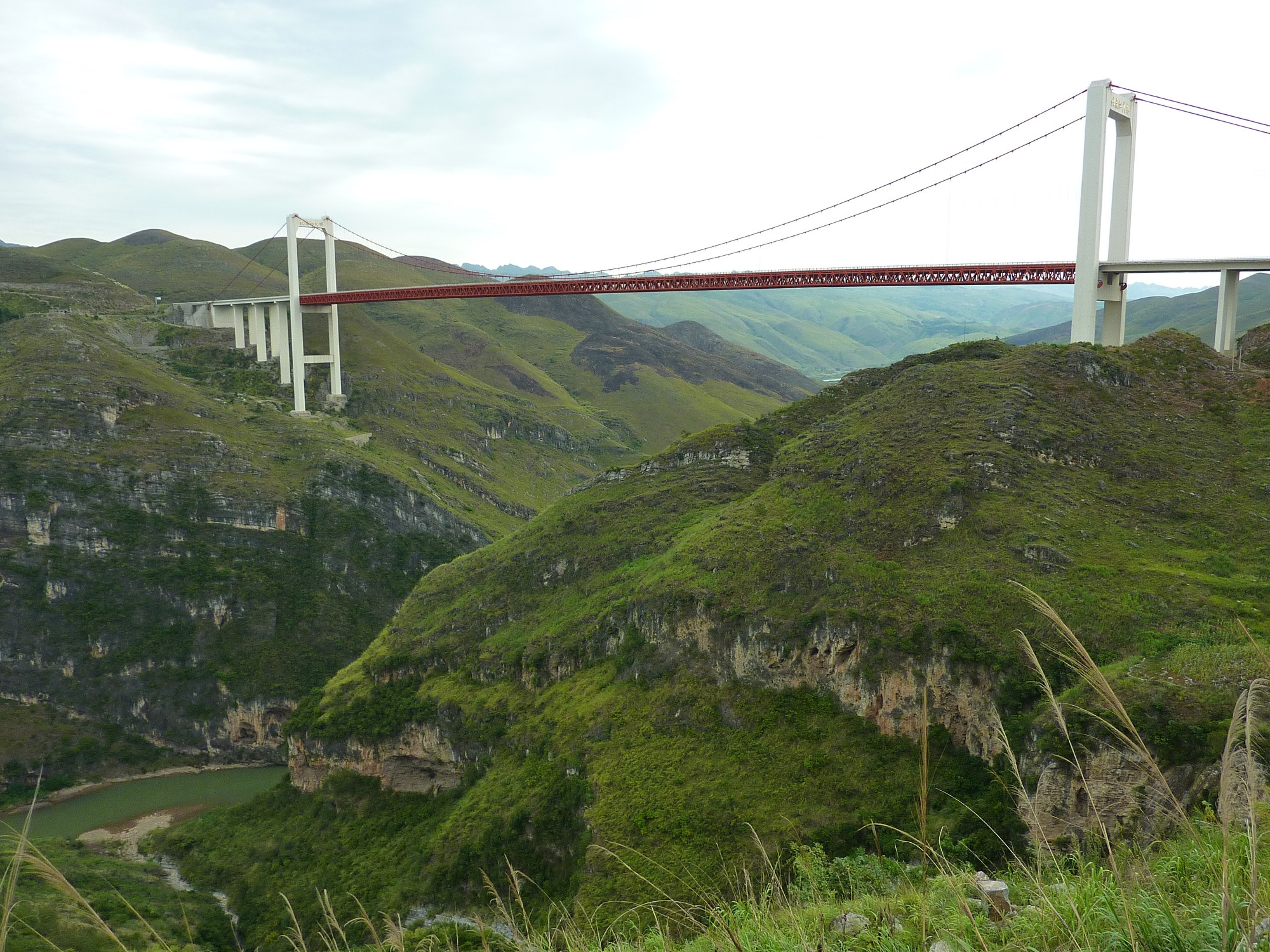
Міст швидкісної дороги Хукунь через річку Бейпан на кордоні округу Гуаньлін і префектури Аньшунь
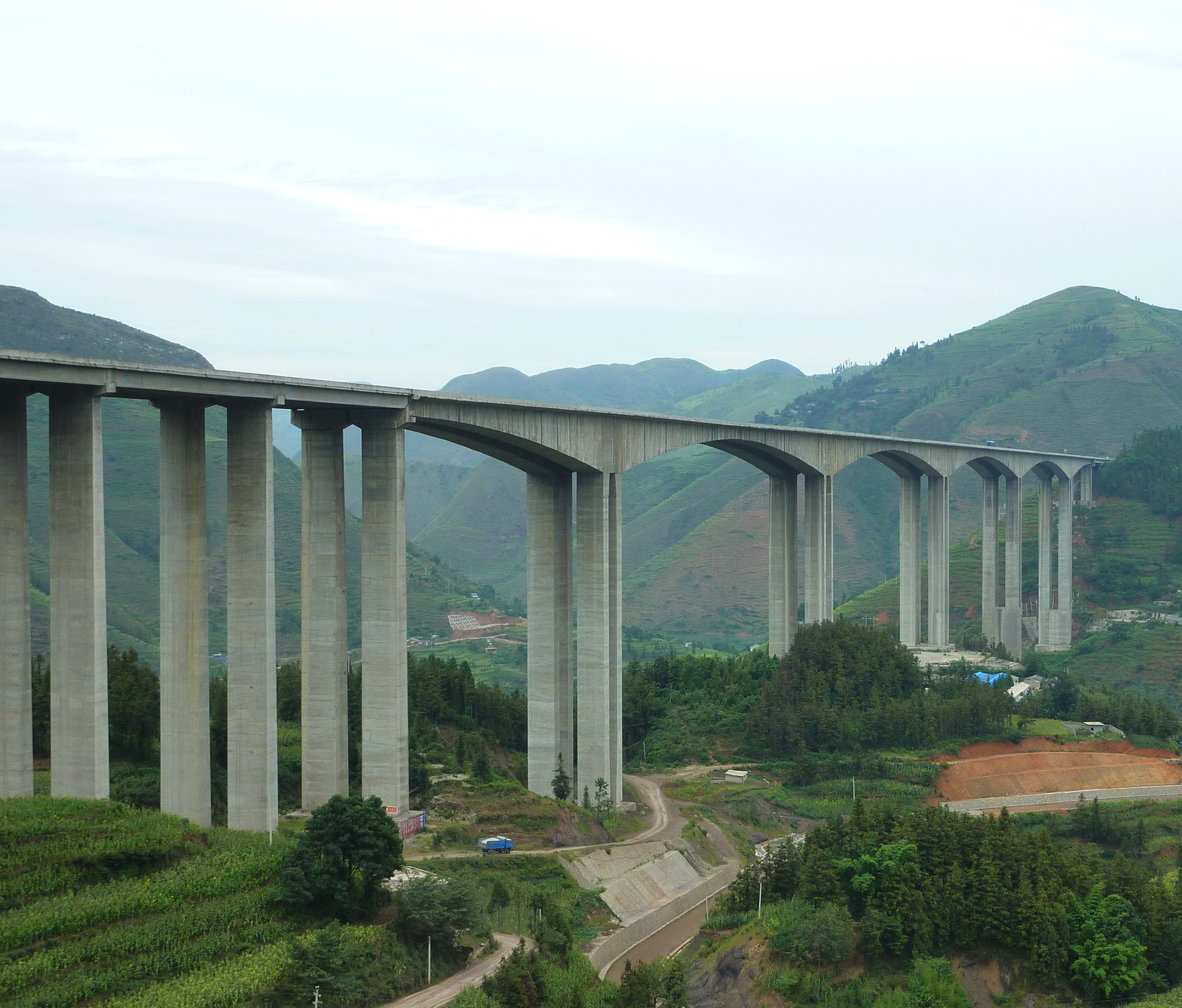
Міст Хутіаохе на кордоні округів Пан і Пуань.
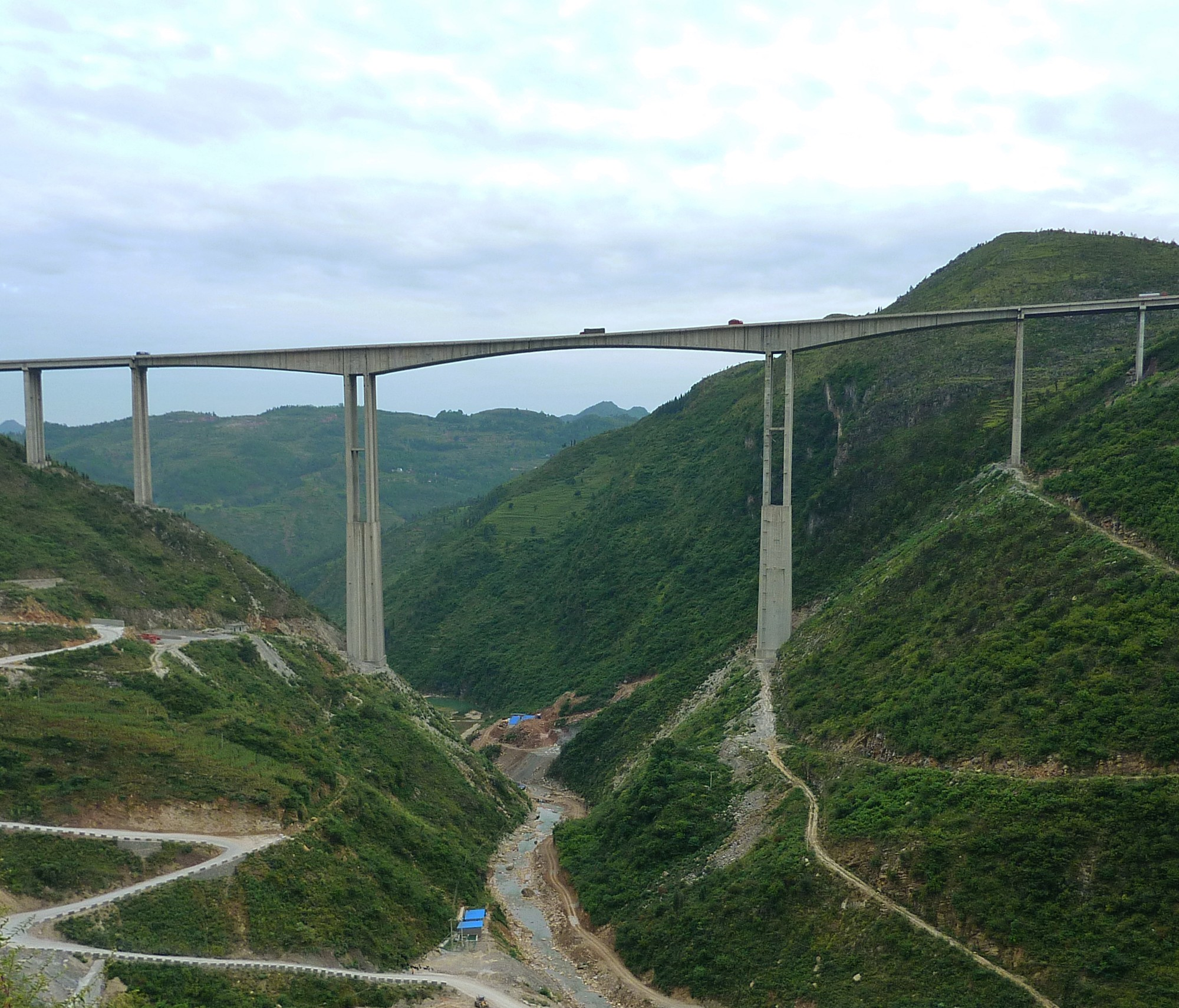
Міст через річку Чжучанхе в окрузі Пан